# Carolus Enckell

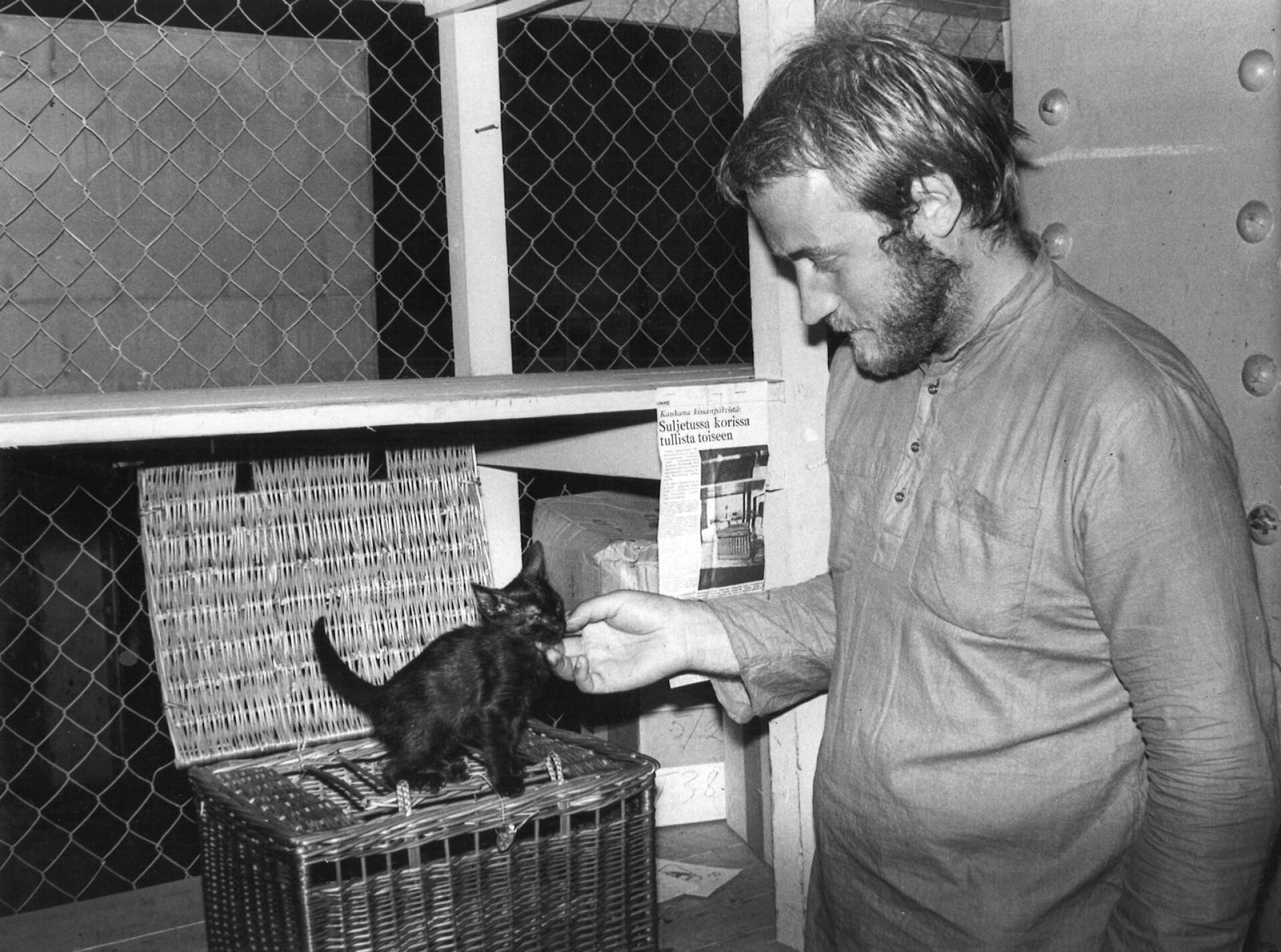
Carolus Enckell år 1971.

Carolus Sebastian Enckell, född 24 maj 1945 i Helsingfors, död där 25 september 2017, var en finländsk konstnär.
Carolus Enckell var son till konstnären Torger Enckell (1901–1991) och Liv Tegengren. Han växte upp i Sunnanå. Han var sedan 1991 gift med konstnären Silja Rantanen och har tre barn i två tidigare äktenskap. Sedan slutet av 1990-talet bodde och arbetade paret i Karis.
Han utbildade sig på Fria konstskolan i Helsingfors 1966–1969, där han senare var lärare 1970–1985 och rektor 1987–1995.
Carolus Enckell blev Årets konstnär i samband med Helsingfors festspel 1990 och erhöll Carnegie Art Awards andrapris 2001. År 2009 tilldelades han Pro Finlandia-medaljen. Sara Hildéns konstmuseum i Tammerfors höll 2016 en retrospektiv utställning av hans arbeten.

## Offentliga verk i urval
- Universitetsbiblioteket i Jyväskylä, 1974
- Finlands Bank i Helsingfors 1985
- Temppeli, skulptur, timmer, Tuulensuu skulpturpark, Viitasaari, 1991–1992
- Lux aeterna, glasmålningar, 1992, Kvarnbäckens kyrka i Helsingfors